# IINA
IINA（イイナ、[ˈiːnʌ]）は、GNUパブリックライセンスバージョン3（GPLv3）でライセンスされた、フリーでオープンソースのメディアプレーヤーである。mpvをベースにしたmacOS向けアプリであり、Swiftを使用して書かれている。 